# こまみたま
『こまみたま』は、中山敦支による日本の漫画。『月刊少年ジャンプ』（集英社）にて連載。全3話。

## ストーリー
主人公天野サクヤは幼少のころ、母から先祖代々伝わる『犬笛』を手渡された。それからサクヤは女子高生。実家は貧乏な寺で、父は毎日酒を飲むダメ親父。そんな中、母の七回忌がやってくる。サクヤは酔っ払う父に困り果て、自分で母親の部屋をそうじする羽目になる。サクヤはふとしたきっかけでこの部屋の「隠し部屋」を見つけてしまう。そこには狛犬二体と、大きな数珠が置かれていた。サクヤが触れた途端、数珠は砕け散り、封印されていた妖怪が解放された。それと同時に、妖怪を静めた上に仲間の巫女に封印され、人間を恨む狛犬「アシュラ」「ウノ」も同時に復活。しかしサクヤは犬笛が狛犬二匹に通用する事を知り、狛犬二匹に妖怪退治の協力を頼む。その際サクヤの魂を欲しがるアシュラにサクヤは、「すべての妖怪を封印できたら、私の魂をあげる。」と約束した。
次の日、サクヤは自分の学校へ。しかし、あれほど来るなといっていた狛犬が同道。アシュラにいたっては女子高生をセクハラする始末。そんな中、学校へ妖怪が出没。友達がまだ崩れた校舎にいると知ったサクヤは助けに行く。そこで「人間を餌にして妖怪を斬る」と言ったアシュラにあきれ果て、友達を助けに行く。それに共感した狛犬は妖怪を退治する。
そんな日々が過ぎ、ある日アシュラに妖怪がとりつかれた。ウノは過去もとりつかれたアシュラにあきれ、アシュラを殺そうとする。しかし、誰がどう言おうとアシュラは大切な友達であると気付いたウノは自分を斬りつかせて憑依を解く案を実行する。しかし、とんだアクシデントが起きたためにその必要はなく、妖怪退治に成功した。

## 登場人物
天野サクヤ
今作品の主人公。女子高生。他人を放っては置けない元気系主人公で、約束は絶対守ると言う母親の意思を継いでいる。ダメ親父にめげず生活してきたため、家事はできるが、欠点は貧乳。
アシュラ
狛犬の片方。如何なる妖怪でも倒してしまうほどの力の持ち主。しかし知能は低く、女性に目がない。
ウノ
狛犬のもう片方。妖怪を封印する力をもつ。冷静沈着。たまに言う言葉がきつい。

## 書誌情報
- 『こまみたま』集英社〈ジャンプコミックス〉2007年6月4日発売、ISBN 978-4-08-874380-6